# Giuseppe Costamagna
Giuseppe Costamagna (Bene Vagienna, 8 febbraio 1924 – 19 maggio 1995) è stato un politico italiano.

## Biografia
Esponente piemontese della Democrazia Cristiana, nel 1972 viene eletto alla Camera dei deputati. Conferma il proprio seggio a Montecitorio anche dopo le elezioni politiche del 1976 e quelle del 1979; termina il proprio mandato parlamentare nel 1983.